# Дерусификација у Украјини
Дерусификација у Украјини (укр. Дерусифікація/деросіянізація в Україні) је процес уклањања руског утицаја из земље Украјине. Дерусификација је почела након распада СССР и интензивирала се рушењем споменика Лењину током Евромајдана и даљим системским процесом декомунизације у Украјини. Руско-украјински рат дао је снажан подстицај том процесу. Процес се манифестује у преименовању топонима названих по руским државницима и културним личностима, или оних за које се верује да одражавају русизам и руски поглед на свет, или су на други начин повезани са Русијом. Део процеса је и демонтажа објеката руске владавине (плоче, знакови, споменици, бисте, панои итд.). Од 8. априла 2022. године, према анкети социолошке групе Ратинг, 76% Украјинаца подржава иницијативу за преименовање улица и других објеката чија се имена везују за Русију. У марту 2023. украјински парламент је забранио топониме са именима везаним за Русију.

## Историја
Процес је започео распадом Совјетског Савеза, али пошто је питање декомунизације било много већи проблем, дерусификација је добила релативно мало пажње. Ова два процеса су била уско испреплетена и у почетку су се одвијала углавном спонтано и несистематично. Како је процес декомунизације у Украјини био скоро завршен до 2022. године, процес дерусификације се интензивирао након руске инвазије на Украјину . У селима и градовима мењани су називи улица и рушени совјетско-руски споменици. Дерусификовани су не само архитектонски објекти, већ и називи улица везани за Русију. Промене су извршене у Лавову, Дњепру, Кијеву и Харкову . Ивано-Франкивск је постао први град у Украјини који је потпуно ослобођен руских имена места.
У јуну 2022. године, град Кијев је одржао електронске консултације за одабир украјинских имена којима ће се преименовати улице и тргови који носе руска имена. У консултацији је учествовало 6,5 милиона Украјинаца.
Министар културе и информационе политике Олександар Ткаченко изјавио је да ће се дерусификација Украјине одвијати природним путем и да је „време да се заувек опрости од симбола руско-империјалне, совјетске идеологије“. Такође је приметио да је Влада Украјине одобрила пројекат документа „О изменама и допунама Закона Украјине „О заштити културног наслеђа“: постојаће законски основ за уклањање споменика културног наслеђа из Државног регистра непокретних споменика Украјина, која је перципирана као симбол руске империјалне и совјетске тоталитарне политике и идеологије.

## Временска линија

### 2016
- Врховна рада је 4. фебруара 2016. године покренула активну политику декомунизације и дерусификације усвајањем Резолуције „О преименовању појединиһ насеља и округа“, којом је један број насеља преименован по именима рускиһ државника.[11]
- Министар инфраструктуре Украјине Володимир Омељан је 17. октобра 2016. дао инструкције свом особљу да ослободе међународни аеродром Бориспољ и друге аеродроме у Украјини руског језика и комунистичких назива. Према речима Омељана, све информације на електронским билбордима и натписима или најављиване преко звучника морају бити само на украјинском и енглеском језику. "Ово није само питање употребе државног језика - то је питање самопоштовања", рекао је министар.[12]
- Дана 25. октобра 2016. године, Регионални савет Лавова одлучио је да исели Руски културни центар из комуналниh просторија и изнајми просторије групама које су учествовале у операцијама украјинске војске на истоку Украјине против прорускиһ сепаратиста.[13][14] 13. октобра 2018. године у згради некадашњег Руског културног центра отворен је „Дом ратника“ – центар за учеснике и ветеране руско-украјинског рата.[15]
- Стални комитет Градског већа Кијева за културу, туризам и информациону политику одобрио је 14. децембра 2016. године нацрт одлуке „О преименовању авенија, булевара, улица, сокака, разјашњавању назива и враћању историјског имена граду Кијеву“, који предлаже измену назива две улице и једног сокака. Промене се тичу само писања сопствених имена.[16]

### 2017
- 23. маја 2017. године ступила су на снагу „Правила за постављање рекламних медија у граду Кијеву“ која је усвојило Градско веће Кијева. Од тада, све рекламе у престоници морају бити на украјинском језику.[17]
- 1. јула 2017. Градско веће Черновца преименовало је улицу Московске Олимпијаде у улицу Сечевих стрелаца.[18]
- Градско веће Кијева је 5. октобра 2017. усвојило одлуку „О мерама за обезбеђивање регионалне језичке политике у граду Кијеву“ и утврдило да је у граду Кијеву украјински језик рада, вођења евиденције и документације свих локалних органима самоуправе, предузећима, установама и организацијама у комуналној својини и језиком службених саопштења и порука.[19][20]
- Обласни савет Житомира је 2. новембра 2017. године усвојио одлуку о дерусификацији услужног сектора у региону. У одлуци „О превазилажењу последица совјетске окупације у језичком окружењу Житомирске области“ препоручује се употреба украјинског као језика рада, вођења евиденције и документације органа локалне самоуправе, предузећа, установа и организација комуналног власништво. Поред тога, огласи, знаци, постери, постери, обавештења и други облици аудио, фото, видео рекламних производа и цене морају бити на украјинском језику.[21]
- 15. новембра 2017. као одговор на инсинуације о могућој продаји Националног Културног Центра Украјине у Москви [], група посланика Врховне раде затражила је затварање руских културних центара у Украјини тврдећи да су коришћени да обезбеде правно покриће за субверзивне активности руских специјалних служби.[22]
- Градско веће Черкаса усвојило је 12. децембра 2017. одлуку „О мерама за обезбеђивање регионалне језичке политике у граду Черкасу“, према којој је украјински језик главни језик у свим сферама живота у граду. Јеловник ресторана, реклама, натписи и постери морају бити на украјинском језику.[23]
- Дана 14. децембра 2017, Кијевско регионално веће подржало је преименовање Перејаслав-хмељницког у Перејаслав.[24]

### 2018
- На седници Градског већа Кропивњицког 15. фебруара 2018. усвојен је нацрт одлуке „О мерама за обезбеђење регионалне језичке политике“. У одлуци се наводи да на територији града сви називи установа, предузећа, организација, натписи, плакати, јавна обавештења, огласи морају бити искључиво на украјинском језику. Поред тога, сви угоститељски објекти морају имати јеловник на националном језику, који су у обавези да пре свега понуде посетиоцима. Особље мора да комуницира са купцима првенствено на украјинском и прелази на други језик само на захтев потрошача.[25]
- Градско веће Лавова је 16. фебруара 2018. усвојило резолуцију „ О регулисању језика службе грађанима у сфери пружања услуга, трговине и пружања информација о роби и услугама у граду Лавову“. Резолуцијом се препоручује угоститељским и услужним установама да пружају услуге на украјинском и енглеском језику. Документ такође утврђује да сви знакови, постери, плакати, обавештења и цене у Лавову морају бити на државном језику.[26]
- Градско веће Кијева одлучило је 22. фебруара 2018. да дерусификује називе девет улица и сокака у Кијеву.[27]
- Уставни суд Украјине је 28. фебруара 2018. донео одлуку у вези са неуставношћу Закона Колесниченко-Кивалов из 2012. године, чиме га је практично поништио.[28] Закон је признао руски и друге мањинске језике као регионалне језике Украјине, чиме је дозвољена њихова употреба у судовима, школама и другим државним институцијама у областима Украјине где националне мањине прелазе 10% становништва.[29]
- Обласни савет Николајева одбацио је 12. априла 2018. предлог за укидање статуса руског језика као регионалног језика, додељеног у складу са укинутим Законом Колесниченко-Кивалов, који је недавно поништио Уставни суд.[30]
- Градско веће Одесе је 25. априла 2018. године већином од 50 од 53 члана одлучило да не мења своју уредбу о примени Закона о језику Кивалов-Колесниченко, упркос чињеници да је овај закон недавно поништен од стране Уставни суд.[31]
- Председник Украјине Петро Порошенко потписао је 31. маја 2018. Указ „О хитним мерама за јачање државног статуса украјинског језика и унапређење стварања јединственог културног простора Украјине“. Уредба има за циљ да обезбеди поштовање уставних гаранција у вези са свеобухватним развојем и функционисањем украјинског језика као државног језика у свим сферама јавног живота на целој територији Украјине, јачајући његову консолидујућу улогу у украјинском друштву као средства за јачање државног јединства, водећи рачуна о потреби заштите националног језичког и културно-лингвистичког информационог простора, подржавање развоја националне културе, подстицање процеса њене интеграције у европски и светски културни простор.[32]
- Дана 4. октобра 2018. године, 261 посланик Врховне раде гласао је за нацрт закона о подршци функционисању украјинског језика као државног (бр. 5670-д). Припрема нацрта закона за друго представљање закона трајала је око четири месеца. За то време, Комитет Врховне Раде за културу и духовност разрадио је више од две хиљаде амандмана које су стизали од народних посланика.[33]
- Градски савет Кијева је 6. децембра 2018. преименовао Новоросијски трг у Черниговску, а Толстојеву у Улицу Владимира Беца.[34] Истог дана, посланици харковског регионалног савета гласали су за поништавање одлуке о додели регионалног статуса руском језику.[35]

### 2019
- Врховна рада је 25. априла 2019. усвојила у другом читању закон о подршци функционисању украјинског језика као државног.[36]
- Окружни управни суд у Дњепропетровску поништио је 6. маја 2019. одлуку да се руском језику у граду Дњепру додели статус регионалног језика.[37]
- Врховна рада Украјине одбацила је 14. маја 2019. нацрте резолуција којима је блокирано потписивање раније усвојеног закона о функционисању украјинског језика као државног. Председник Врховне раде Андриј Парубиј потписао је закон о функционисању украјинског језика као државног.[38]
- Председник Петро Порошенко је 15. маја 2019. потписао Закон о подршци функционисању украјинског језика као државног,[39] а наредног дана закон је објавио <i id="mwwg">Глас Украјине</i> . Закон ступа на снагу за 2 месеца од дана објављивања.[40]
- Окружни административни суд Доњецка је 7. јуна 2019. поништио одлуку да се руском језику у Доњецкој области додели статус регионалног језика. Подносилац представке је познати борац за права Украјинаца у Украјини, ванредни професор на одсеку за програмирање Лавовског националног универзитета Ивана Франка, Свјатослав Литински.[41]
- Разни сеоски савети Луганске области поништили су одлуку да руском језику дају статус регионалног: 26. септембра 2019. године, Голубивски сеоски савет; 1. октобра 2019. село Нововодјанск; 3. октобра 2019. Богојављенски сеоски савет; 4. новембра 2019. сеоско веће Макејев; 7. новембра 2019. сеоски савет Новомикилск; 21. новембра 2019. сеоски савет Михаила.[42]
- Врховна рада је 30. октобра 2019. године вратила историјско име Перејаслав граду Перејаслав-Хмељницки. Ово је урађено на захтев Градског већа.[43]

### 2020
- Кабинет министара Украјине усвојио је 9. октобра 2020. Резолуцију „О преименовању одређених територија и објеката Фонда резервата природе“.[44]
- Окружни управни суд у Запорожју је 23. октобра 2020. године поништио одлуку да се руском језику у граду Запорожју додели статус регионалног језика.[45]
- Окружни управни суд у Одеси је 4. децембра 2020. поништио одлуку да се руском језику у Одеској области додели статус регионалног језика.[46]

### 2022
- У општини Ивано-Франкивск 13. априла 2022. године преименовано је 37 улица повезани, са Русијом.[47]
- 26. априла 2022. године у Кијеву је демонтирана бронзана скулптура совјетског лука пријатељства народа групе Украјинаца и Руса. Занимљиво је да је глава скулптуре, која је симболизовала Руса, отпала.[48]
- У Чернигову је 21. априла 2022. уништен споменик Зоји Космодемјанској, а 9 дана касније споменик Пушкину.
- Током састанка 16. јуна, радна група Министарства просвете и науке Украјине одлучила је, у вези са инвазијом Руске Федерације на Украјину, да уклони више од 40 дела совјетских и руских аутора из школских уџбеника.[49]
- Споменик оснивачима Одесе, познат и као споменик царици Катарини Великој Руске империје и њеним блиским сарадницима уклоњен је 28. децембра 2022.[50][51][52]

### 2023
- Украјински парламент је 21. марта 2023. забранио топониме са именима везаним за Русију.[3] У образложењу закона наведено је да је то „забрана давања географских имена објеката који величају, овековечавају, промовишу или симболизују окупаторску државу“.[3]